# Ческо-лужицки вјестњик
„Ческо-лужицки вјестњик” (чеш. Česko-lužický věstník — „Чешко-лужички гласник”; скраћ. ČLV) чешки је часопис о Лужичким Србима, који је основан 1920. године.
Часопис излази 12 пута годишње у наклади од 300 примерака. Часопис објављује чланке о књижевности, култури и историји Лужичких Срба, укључујући новине, репортаже, интервјуе, биографије. На почетку сваког броја је песма из лужичкосрпске поезије. Једном годишње излази књижевни додатак часопису. Часопис периодично објављују чланке о књижевности, култури и историји других словенских народа и европских националних мањина (Кашуба, Словенаца у Италији, Каталонаца и других).
Часопис су основали Ј. Пата и В. Змешкал 1920. године. Од 1931. године се звао „Lužickosrbský věstník”. Године 1939. часопис је забрањен. Од августа 1948. до децембра 1949. часопис је излазио под именом „Nová Lužice”, укупно је изашло шест дуплих бројева. Његов главни уредник је био члан Друштва пријатеља Лужице Борис Михајлов. „Nová Lužice” била је пропагандни алат совјетске идеологије. Година 1958—1977. часопис је излазио под именом „Přehled lužickosrbského kulturního života”. У мају 1991. године пријатељ Лужичких Срба Петр Сикора почео је издавање часописа под именом „”. Тај назив часопис се носио до 1993. године.